# Biblioteca Nacional da Tunísia
A Biblioteca Nacional da Tunísia é a biblioteca nacional da Tunísia. Baseada em Tunis, é uma instituição pública tutelada pelo Ministério da Cultura. 

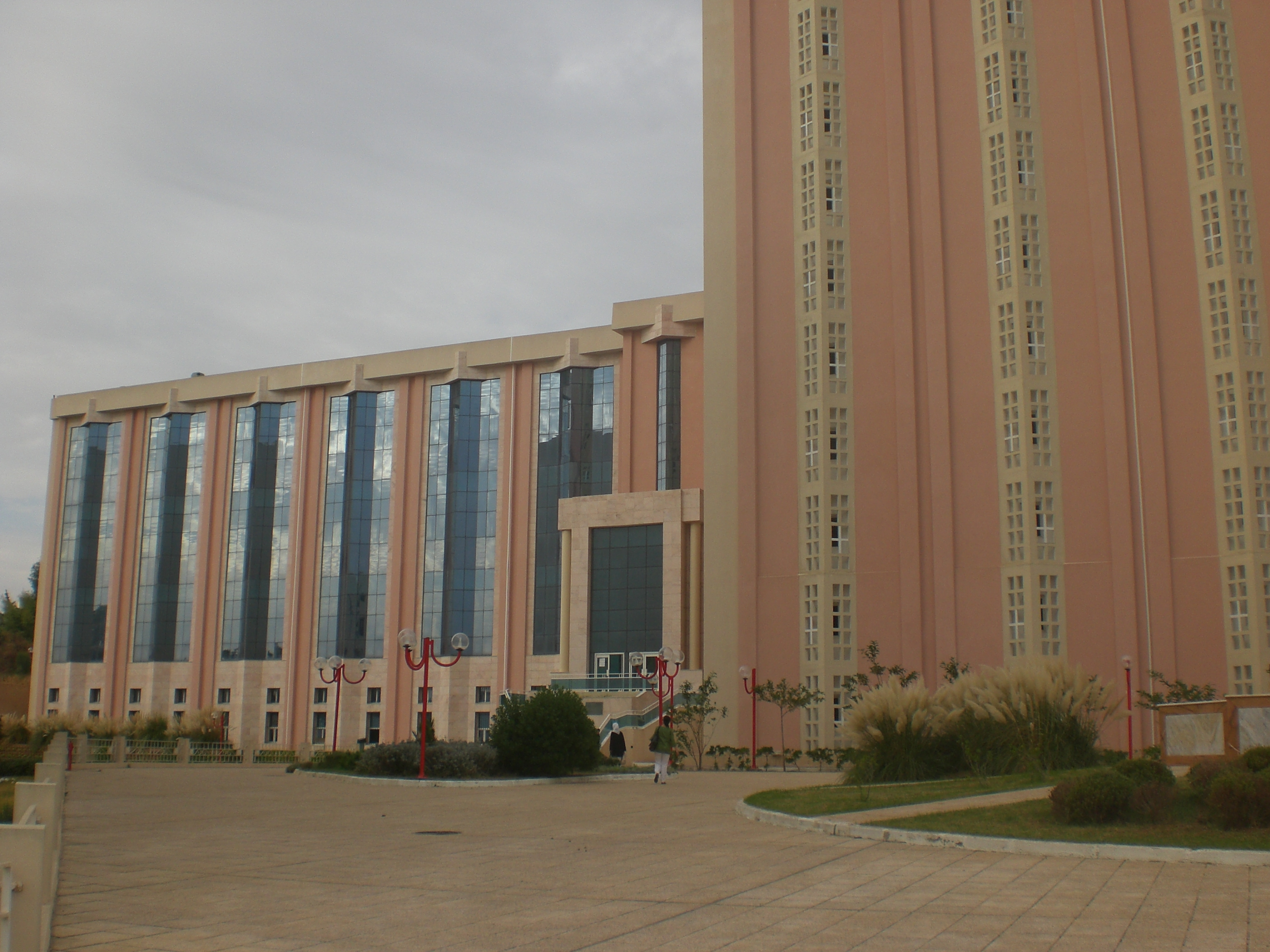
Sede da Biblioteca Nacional da Tunísia

Criada pelo decreto de 8 de Março de 1885 sob o nome de Biblioteca Francesa, a instituição está instalada desde 1910 no antigo quartel El Attarine construído em 1810 pelo Hammouda Bey para servir como quartel para soldados, em seguida, janízaro e prisão. Ela então leva o nome de Biblioteca Pública de Tunes antes de tomar o seu nome atual em 1965.
Em 7 de Setembro de 1967, um novo decreto forçando a depositar todos os manuscritos preservados de diversas instituições públicas, bibliotecas, mesquitas e zauias. Em 15 de Março de 1994, foi promulgada uma nova lei específica.
A biblioteca agora ocupa um prédio de 35 000 metros quadrados localizado no Boulevard 9 de abril de 1938, perto do Arquivo Nacional da Tunísia e de algumas das maiores instituições como a Faculdade Ciências Sociais e Humanas. Inaugurada  pelo Presidente Zine El Abidine Ben Ali em 1 de Dezembro de 2005. Ele inclui uma sala de leitura, sala de conferências, laboratórios, uma galeria de exposição , um bloco de serviços técnicos e administrativos, um retransmissor aberto a visitantes, um restaurante, estacionamento e espaço verde que cobre 10 300 m2

## Coleções
A biblioteca possui 22 845 manuscritos (40 000 títulos), dois milhões de livros, 15 498 periódicos (para 4 709 títulos em árabe) e 5 000 cartões.

## Publicações
A Biblioteca Nacional publica muitos títulos, incluindo a retirada dos seguintes procedimentos: 
- Bibliografia nacional da Tunísia, a primeira foi emitida em 1970 e tornou-se emitidas anualmente desde 1978.
- Índice Alaguetinaat: O primeiro número do Boletim em 1966.
- Catálogos de manuscritos: Desde 1975 tem impresso nove consecutivos incluir todas as partes de um manuscrito, em 1000.
- Publicações Árabes: Conjuntamente com a Organização Árabe para a Educação, Ciência e Cultura, um manual contar com uma produção bibliográfica do pensamento árabe e livros acadêmicos e de pesquisa e publicações oficiais da infância e da literatura, que teve lugar em todos os países árabes, à exceção no Egito.

## Galeria

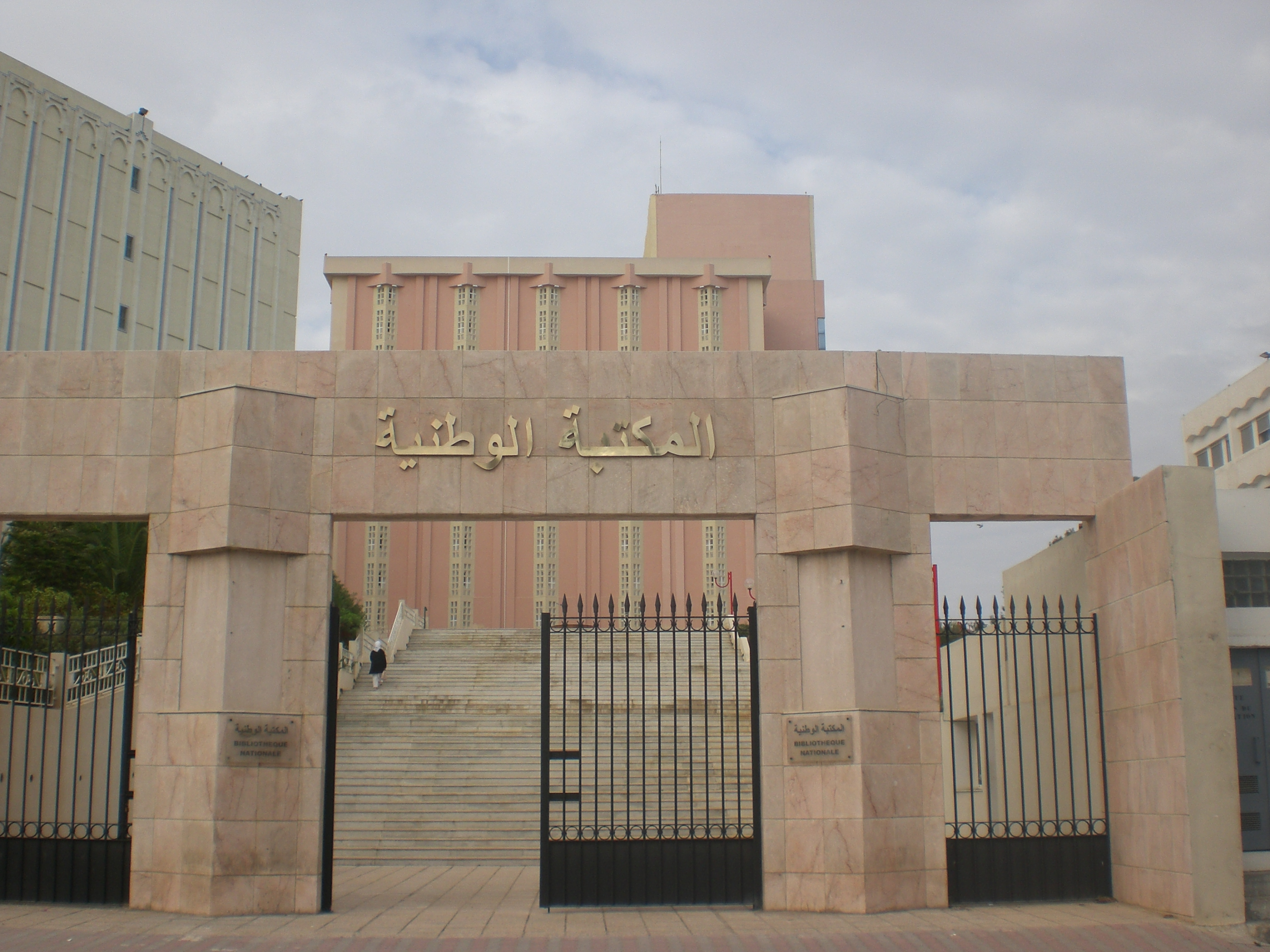
A entrada para a Biblioteca Nacional
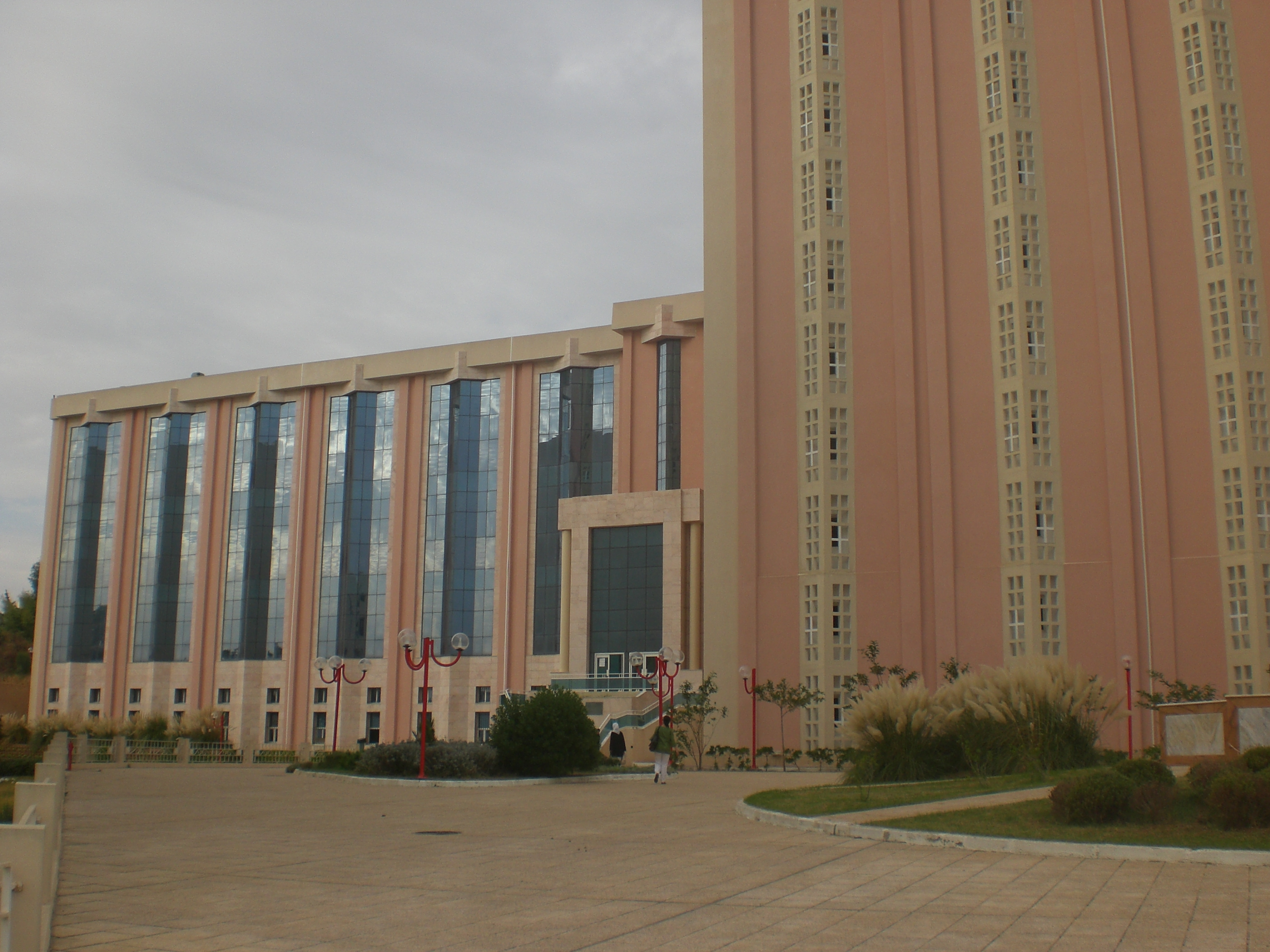
Paisagem do interior da Praça da Biblioteca
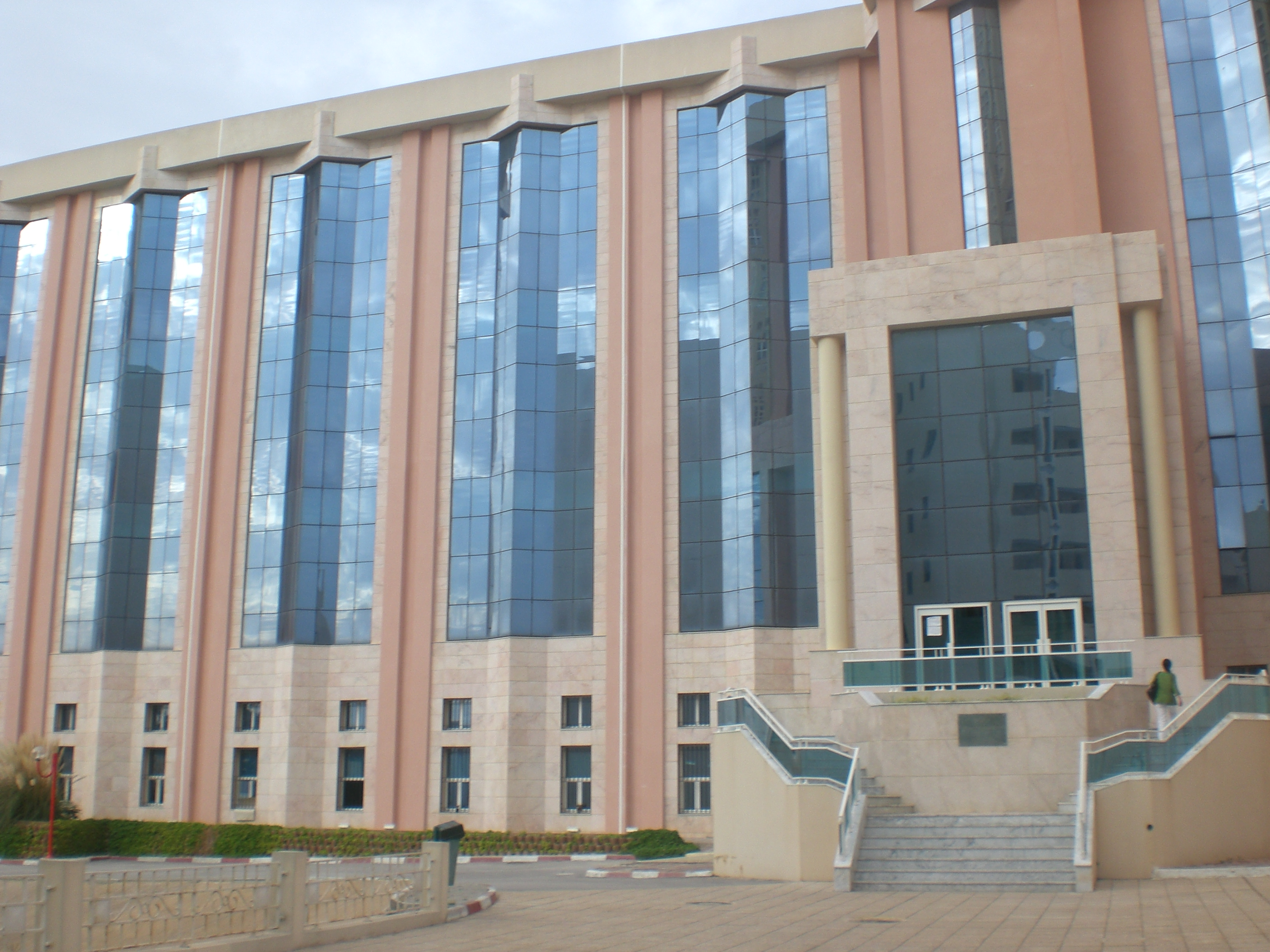
Entrada interna para a Biblioteca